# Rhizopogon occidentalis
Rhizopogon occidentalis Zeller & C.W. Dodge – gatunek grzybów z rodziny piestrówkowatych.

## Systematyka i nazewnictwo
Pozycja w klasyfikacji według Index Fungorum: Rhizopogonaceae, Boletales, Agaricomycetidae, Agaricomycetes, Agaricomycotina, Basidiomycota, Fungi.
Po raz pierwszy takson ten opisali w roku 1918 Sanford Myron Zeller i Carroll William Dodge w piasku pod drzewami iglastymi w USA.

## Morfologia
Bazydiokarp
Kulisty lub o kształcie zbliżonym do kulistego i wymiarach 3,5-4,0 × 2,0–3,0 cm. Perydium u młodych okazów białe, u starszych żółte, przy pocieraniu i przycinaniu staje się czerwone. Zarówno młode, jak i dojrzałe owocniki są całkowicie pokryte ryzomorfami; w stanie świeżym płowymi, po wyschnięciu czarniawymi. Gleba w stanie świeżym jędrna i chrzęstna, z małymi i labiryntowymi komorami o wymiarach 0,2–0,5 mm. Początkowo ma barwę morskiej zieleni, potem jest zielona, na koniec ochrowa. Zapach owocowy.
Cechy mikroskopowe
Perydium o grubości do 450 µm, proste, utworzone z pakietów strzępek o grubości do 30 µm, ułożonych w różnych kierunkach. Strzępki mają średnicę 5–6 µm, są żółtawe, septowane, cienkościenne i nierozgałęzione, a pomiędzy nimi znajduje się pomarańczowo-brązowo pigmentowana substancja. Występują pewne strzępki oleiste o średnicy do 15 µm. Trama zbudowana z warstwy luźno splecionych strzępek o grubości do 25 µm; strzępki te mają średnicę 5–6 µm, są silnie galaretowato-refrakcyjne, septowane, grubościenne i rozgałęzione. Subhymenium o grubości do 25 µm, zbudowane z komórek o wymiarach do 12 × 4 µm, o wyglądzie galaretowato-refrakcyjnym. Brachybasidiole maczugowate, 12,5–17 × 6–8 µm, grubościenne. Maczugowate podstawki o wymiarach 15–20 × 6–7 µm wyrastają bezpośrednio z subhymenium, mają 2, 4, 6 lub 8 sterygm o wysokości do 3 µm. Bazydiospory (4,9)–5,1–7,7–(9,5) x 2,1–3,6 µm, żółtawe, jajowate do podłużnie elipsoidalnych, bez ściętej podstawy.
Reakcje chemiczne
Perydium: w owocnikach świeżych pod działaniem KOH cynobrowa czerwień, w eksykatach czerwień, ale barwy te szybko zanikają; gleba bez zmian. FeSO4 i odczynnik Melzera: bez zmian.

## Występowanie
Występuje w Ameryce Północnej i Środkowej, Europie, Azji i Australii. Brak go w opracowanym w 2003 r. przez Władysława Wojewodę wykazie wielkoowocnikowych grzybów podstawkowych Polski, ale w późniejszych latach jego stanowiska podaje internetowy atlas grzybów. Znajduje się w nim na liście gatunków zagrożonych i wartych objęcia ochroną.
Grzyby podziemne, mykoryzowe występujące głównie pod sosnami.